# Silicazina

Formação do derivado de hexasilabenzeno com 2,4,6-triisopropilfenil ("tip").

Silicazina ou hexasilabenzeno, é o composto químico derivado de silício homólogo ao benzeno, de fórmula Si6H6, sendo um polisilano. Possui três isômeros, hexasilaprismano, hexasila-Dewar benzeno e tris-(disilanediil).
A termodinâmica de seus isômeros em equilíbrio altamente dinâmico, em interconversões, é objeto de estudo.
O benzeno representa o exemplo mais típico de aromaticidade pela regra de Hückel. O hexasilabenzeno, sendo o análogo de silício, por conseguinte, tem sido alvo de estudos há décadas. Descreve-se um isômero intensamente verde de Si6R6 (sendo R 2,4,6-triisopropilfenil) com uma estrutura tricíclica no estado sólido com átomos de silício com dois, um, e nenhum substituintes fora da estrutura do anel. A análise teórica revela, no entanto, a deslocalização cíclica de seis elétrons móveis de tipo de ligação π, σ não e não participando de ligações, através do anel de quatro membros. A esta forma alternativa de aromaticidade, em princípio, aplicável a muitas espécies de aromáticos pela regra de Hückel, é proposta como aromaticidade dismutational.